# Spearville
Spearville es una ciudad ubicada en el condado de Ford en el estado estadounidense de Kansas. En el año 2010 tenía una población de 773 habitantes y una densidad poblacional de 483,13 personas por km².

## Geografía
Spearville se encuentra ubicada en las coordenadas 37°50′56″N 99°45′19″O / 37.84889, -99.75528 (37.848750, -99.755318).

## Demografía
Según la Oficina del Censo en 2000 los ingresos medios por hogar en la localidad eran de $40,625 y los ingresos medios por familia eran $52,917. Los hombres tenían unos ingresos medios de $29,615 frente a los $21,875 para las mujeres. La renta per cápita para la localidad era de $16,686. Alrededor del 7.4% de la población estaban por debajo del umbral de pobreza.